# Aunde Brasil
AUNDE Brasil é uma empresa que produz tecidos automotivos, confeccionados, tecidos industriais e espumas.

## História
A História da AUNDE começa em 1976, com a fundação da empresa "Coplatex" na cidade de Diadema. Em 1996 foi celebrado joint venture (acordo de cooperação tecnológica), com o grupo alemão Aunde Achter & Ebels, e centralizou a produção, transferindo as unidades de Diadema e Itaquaquecetuba, para a cidade de Poá. Já nos anos 2000, foi inaugurada uma nova unidade em Caxias do Sul, Rio Grande do Sul. Possui importante papel na história do desenvolvimento da indústria automobilística no Brasil.

## Atualidade
Hoje produz e também exporta tecidos automotivos para as principais montadoras brasileiras e do mundo, como a Hyundai, a Fiat, Citroën, Volkswagen.

### O Grupo
O Grupo AUNDE possui unidades na Alemanha, Luxemburgo, Espanha, Portugal, Inglaterra, México, Brasil, África do Sul, Itália, Turquia, Índia, Austrália, Polônia, Hungria, China e nos Estados Unidos.